# Komandoo (Lhaviyani)
Pour les articles homonymes, voir Komandoo.
Komandoo est une petite île inhabitée des Maldives. Elle constitue une des îles-hôtel des Maldives en accueillant actuellement le Komandoo Maldives Resort.

## Géographie
Komandoo est située dans le centre des Maldives, dans le Nord-Ouest de l'atoll Faadhippolhu, dans la subdivision de Lhaviyani. 